# Tennis Napoli Cup 2024 - Doppio
Il doppio del torneo di tennis professionistico Tennis Napoli Cup 2024, facente parte della categoria Challenger 125 nell'ambito dell'ATP Challenger Tour 2024, si è giocato dal 25 al 31 marzo ad Napoli, in Italia. Tra le coppie partecipanti erano assenti Ivan Dodig e Austin Krajicek, i detentori del titolo.
In finale Guido Andreozzi e Miguel Ángel Reyes Varela hanno sconfitto Théo Arribagé e Victor Vlad Cornea con il punteggio di 6–4, 1–6, [10–7].

## Teste di serie
1. Nicolás Barrientos /  Rafael Matos (primo turno)
2. Romain Arneodo /  Sam Weissborn (semifinale)

1. Constantin Frantzen /  Hendrik Jebens (primo turno)
2. Nikola Ćaćić /  Denys Molčanov (primo turno)

## Wildcard
1. Enrico Dalla Valle /  Lorenzo Rottoli (primo turno)

1. Francesco Maestrelli /  Luca Nardi (primo turno)

## Alternate
1. Marco Cecchinato /  Stefano Travaglia (primo turno)

## Tabellone

### Legenda
| - Q = Qualificato - WC = Wild card - LL = Lucky loser | - ALT = Alternate - SE = Special Exempt - PR = Protected Ranking | - w/o = Walkover - r = Ritirato - d = Squalificato |

|  | Primo turno | Primo turno                      | Primo turno                      | Primo turno | Primo turno |  |  | Quarti di finale | Quarti di finale            | Quarti di finale            | Quarti di finale            | Quarti di finale      |   |      | Semifinali | Semifinali                                | Semifinali           | Semifinali                       | Semifinali |   |     | Finale | Finale | Finale | Finale | Finale |  |
|  |             |                                  |                                  |             |             |  |  |                  |                             |                             |                             |                       |   |      |            |                                           |                      |                                  |            |   |     |        |        |        |        |        |  |
|  | 1           | N Barrientos R Matos             | N Barrientos R Matos             | 3           | 4           |  |  |                  |                             |                             |                             |                       |   |      |            |                                           |                      |                                  |            |   |     |        |        |        |        |        |  |
|  |             | P Nouza P Rikl                   | P Nouza P Rikl                   | 6           | 6           |  |  |                  | P Nouza P Rikl              | P Nouza P Rikl              | 6                           | 7                     |   |      |            |                                           |                      |                                  |            |   |     |        |        |        |        |        |  |
|  |             | D Hidalgo C Rodríguez            | D Hidalgo C Rodríguez            | 4           | 2           |  |  |                  | M Guinard G Jacq            | M Guinard G Jacq            | 3                           | 65                    |   |      |            |                                           |                      |                                  |            |   |     |        |        |        |        |        |  |
|  |             | M Guinard G Jacq                 | M Guinard G Jacq                 | 6           | 6           |  |  |                  |                             |                             |                             |                       |   |      |            | P Nouza P Rikl                            | 7                    | 3                                | [14]       |   |     |        |        |        |        |        |  |
|  | 3           | C Frantzen H Jebens              | 6                                | 61          | [6]         |  |  |                  |                             |                             | G Andreozzi MÁ Reyes Varela | 5                     | 6 | [16] |            |                                           |                      |                                  |            |   |     |        |        |        |        |        |  |
|  |             | G Andreozzi MÁ Reyes Varela      | 4                                | 7           | [10]        |  |  |                  | G Andreozzi MÁ Reyes Varela | G Andreozzi MÁ Reyes Varela | 6                           | 6                     |   |      |            |                                           |                      |                                  |            |   |     |        |        |        |        |        |  |
|  | Alt         | M Cecchinato S Travaglia         | M Cecchinato S Travaglia         | 2           | 3           |  |  |                  | R Jebavý P Oswald           | R Jebavý P Oswald           | 3                           | 2                     |   |      |            |                                           |                      |                                  |            |   |     |        |        |        |        |        |  |
|  |             | R Jebavý P Oswald                | R Jebavý P Oswald                | 6           | 6           |  |  |                  |                             |                             |                             |                       |   |      |            | Guido Andreozzi Miguel Ángel Reyes Varela | 6                    | 1                                | [10]       |   |     |        |        |        |        |        |  |
|  |             | T Arribagé VV Cornea             | 67                               | 6           | [10]        |  |  |                  |                             |                             |                             |                       |   |      |            |                                           |                      | Théo Arribagé Victor Vlad Cornea | 4          | 6 | [7] |        |        |        |        |        |  |
|  | WC          | E Dalla Valle L Rottoli          | 79                               | 3           | [2]         |  |  |                  | T Arribagé VV Cornea        | T Arribagé VV Cornea        | 6                           | 6                     |   |      |            |                                           |                      |                                  |            |   |     |        |        |        |        |        |  |
|  |             | A Kadhe J Nedunchezhiyan         | A Kadhe J Nedunchezhiyan         | 6           | 7           |  |  |                  | A Kadhe J Nedunchezhiyan    | A Kadhe J Nedunchezhiyan    | 3                           | 2                     |   |      |            |                                           |                      |                                  |            |   |     |        |        |        |        |        |  |
|  | 4           | N Ćaćić D Molčanov               | N Ćaćić D Molčanov               | 4           | 65          |  |  |                  |                             |                             |                             |                       |   |      |            | T Arribagé VV Cornea                      | T Arribagé VV Cornea | 6                                | 6          |   |     |        |        |        |        |        |  |
|  |             | I Liutarevich V Manafov          | 7                                | 62          | [10]        |  |  |                  |                             | 2                           | R Arneodo S Weissborn       | R Arneodo S Weissborn | 4 | 4    |            |                                           |                      |                                  |            |   |     |        |        |        |        |        |  |
|  | WC          | F Maestrelli L Nardi             | 62                               | 7           | [8]         |  |  |                  | I Liutarevich V Manafov     | I Liutarevich V Manafov     | 2                           | 62                    |   |      |            |                                           |                      |                                  |            |   |     |        |        |        |        |        |  |
|  |             | K Drzewiecki S Rodríguez Taverna | K Drzewiecki S Rodríguez Taverna | 4           | 6           |  |  | 2                | R Arneodo S Weissborn       | R Arneodo S Weissborn       | 6                           | 7                     |   |      |            |                                           |                      |                                  |            |   |     |        |        |        |        |        |  |
|  | 2           | R Arneodo S Weissborn            | R Arneodo S Weissborn            | 6           | 78          |  |  |                  |                             |                             |                             |                       |   |      |            |                                           |                      |                                  |            |   |     |        |        |        |        |        |  |